# Фон Пост Тоттен, Викен
Хедвиг Эрика («Викен») фон Пост Боренсон Тоттен (швед. Hedvig Erika ("Vicken") von Post Börjeson Totten; 12 марта 1886 года — 21 июня 1950 года) — шведская художница, мастер декоративно-прикладного искусства, скульптор и иллюстратор.

## Биография
Викен фон Пост Тоттен родилась 12 марта 1886 года. Была дочерью горного инженера Ханса фон Поста (Hans von Post) и его жены Анны Беды Матильды Норстрем (Anna Beda Matilda Norström). Училась в Королевской шведской академии искусств у Герхарда Хеннинга (Gerhard Henning), известного изделиями, произведенными по его образцам датской Королевской фарфоровой фабрикой. Потом училась в Париже.
В 1907 году иллюстрировала первое издание детской книги Лауры Фитингоф (Laura Fitinghoff) The Kids from Frostmofjället. С 1915 до 1921 год работала на фарфоровом заводе «Рёрстранд», где выполнила около тридцати статуэток, которые были внедрены затем в производство.
В 1915 году вышла замуж за скульптора Берье Боренсон (Börje Börjeson) в 1915 году, а в 1920 году ушла от него. В 1921 году отправилась в США для участия в выставке в Вашингтоне (округ Колумбия). Там она познакомилась и вышла замуж за архитектора Джордж Окли Тоттена-младшего (англ. George Oakley Totten, Jr.).
С 1921 по 1941 год Тоттен преподавала в школе искусств в Вашингтоне. В 1934 году приняла участие в выставке в частной Галерее искусств Коркоран. Была членом Национальной ассоциации женщин-художниц.
Тоттен является автором бронзовой скульптуры «Символ полета» (1927), панно барельефов, рассказывающих об истории транспорта (1932) для фасада главпочтамта в городе Уотербери (штат Коннектикут) — в здании, построенном её мужем.
Её гипсовая фреска «Пастораль Спенсер» была установлена в 1938 году на почтовом отделении в городе Спенсер (штат Западная Виргиния).
Работы художницы находятся в коллекциях Метрополитен-музее (США), в Национальном музее Швеции в Стокгольме и других музеях.